# Osiedle (Moszczanka)
Osiedle – część wsi Moszczanka w Polsce położonej w województwie opolskim, w powiecie prudnickim, w gminie Prudnik. Historycznie leży na Górnym Śląsku, na ziemi prudnickiej.
Osiedle położone jest w zachodniej części Moszczanki na południe od Moszczanki-Kolonii.
W latach 1975–1998 miejscowość administracyjnie należała do ówczesnego województwa opolskiego.

## Transport

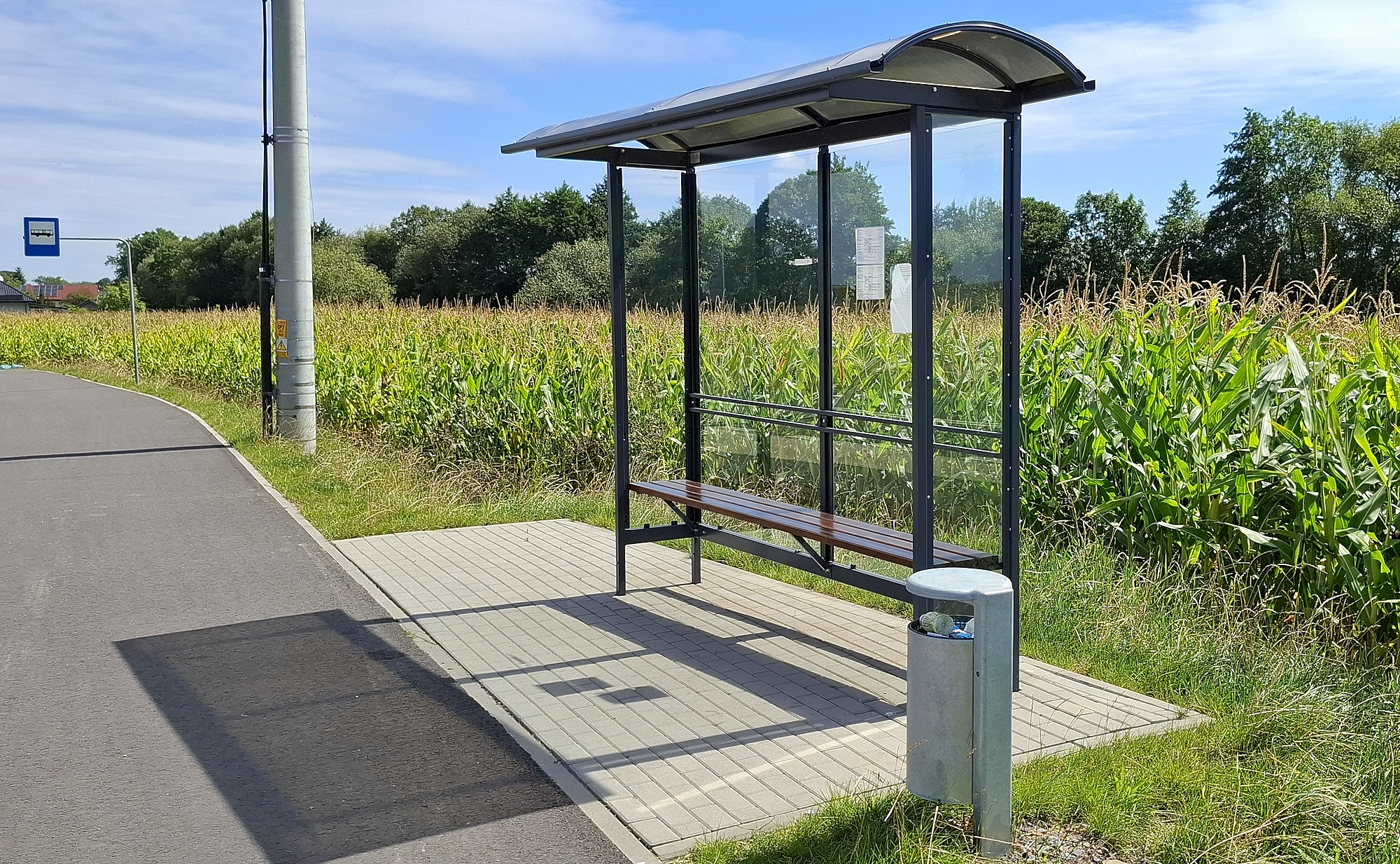
Przystanek autobusowy

Osiedle posiada połączenia autobusowe z Głuchołazami, Kędzierzynem-Koźlem, Opolem, Prudnikiem. W miejscowości znajduje się jeden przystanek autobusowy.